# Nothophryne broadleyi
Nothophryne broadleyi é uma espécie de anfíbio da família Petropedetidae. É a única espécie do género Nothophryne.
Pode ser encontrada nos seguintes países: Malawi e Moçambique.
Os seus habitats naturais são: regiões subtropicais ou tropicais húmidas de alta altitude, campos de altitude subtropicais ou tropicais e áreas rochosas.
Está ameaçada por perda de habitat.